# Baba Vanga
Vangeliya Pandeva Surcheva (en búlgaro: Вангелия Пандева Сурчева; Strumica, Imperio otomano, 31 de enero de 1911-Sofía, 11 de agosto de 1996), más conocida como Baba Vanga (Баба Ванѓа), fue una mística, clarividente y herbolaria búlgara que pasó la mayor parte de su vida en Rúpite, área en las Montañas Kozhuh en Bulgaria. La periodista y escritora Zhe ni Kostadinova afirmó en 1997 que millones de personas creían que poseía habilidades paranormales.

## Biografía
Vanga nació en 1911, hija de Pando y Paraskeva (Surcheva) Surchev, en la ciudad de Strumica, entonces parte del Imperio otomano, y cedida en 1912 a Bulgaria; hoy la ciudad se encuentra en el norte de Macedonia del Norte. Nació como bebé prematuro y sufrió complicaciones de salud. De acuerdo con la tradición local, al bebé no se le dio un nombre hasta que se consideró que podría sobrevivir. Cuando el bebé lloró por primera vez, una partera salió a la calle y le pidió un nombre a un extraño. El extraño propuso "Andromaha" (Andrómaca), pero esto fue rechazado por ser "demasiado griego" durante un período de sentimiento anti-helénico dentro de la sociedad macedonia. La propuesta de otro extraño fue un nombre griego, pero como era búlgara el nombre que le fue dado fue Vangelia (de Evangelos).

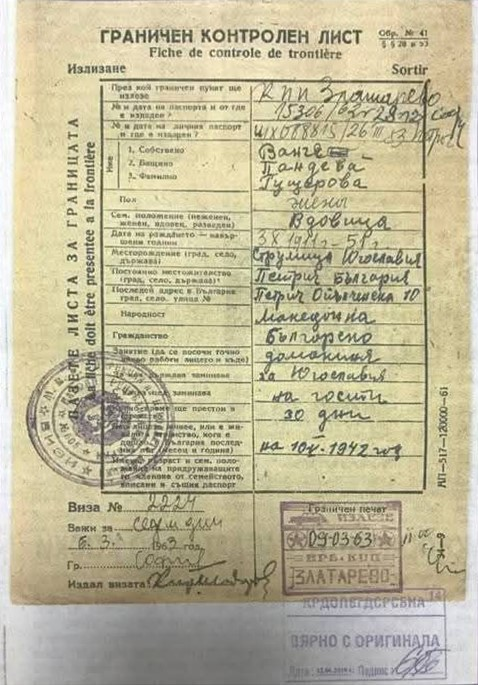
Hoja de control fronterizo de Baba Vanga de 1963, en la que se indica que ella es de etnia macedonia.

En su infancia, Vangelia era una niña común con ojos marrones y cabello rubio. Su padre era activista de la Organización Interna Revolucionaria de Macedonia, y fue reclutado en el Ejército búlgaro durante la Primera Guerra Mundial. Su madre murió poco después, lo que dejó a Vanga dependiente del cuidado y la caridad de los vecinos y amigos cercanos de la familia durante gran parte de su juventud. Después de la guerra, Strumica fue anexionada por Serbia. Las autoridades serbias arrestaron al padre, debido a su actividad pro-búlgara. Confiscaron todos sus bienes y la familia cayó en la pobreza durante muchos años. Vanga era considerada inteligente para su edad. Sus inclinaciones comenzaron a aparecer cuando ella misma pensaba en juegos nuevos, entre los cuales se encontraba la "curación": jugaba a recetarle algunas hierbas a sus amigos, quienes fingían estar enfermos. Su padre, que era viudo, finalmente se volvió a casar, proporcionando así una madrastra a su hija.
Según su propio testimonio, un punto de inflexión en su vida ocurrió cuando un 'tornado' supuestamente la levantó en el aire y la arrojó a un campo cercano. Fue encontrada después de una larga búsqueda. Los testigos la describieron como muy asustada, y sus ojos estaban cubiertos de arena y polvo, por lo que no pudo abrirlos debido al dolor. Sólo había dinero para una operación parcial para curar las heridas que había sufrido. Esto resultó en una pérdida gradual de la vista.
En 1925, Vanga fue llevada a una escuela para ciegos en la ciudad de Zemun, en el Reino de los serbios, croatas y eslovenos, donde pasó tres años y le enseñaron a leer braille, tocar el piano, así como tejer, cocinar y limpiar. Después de la muerte de su madrastra, tuvo que volver a casa para cuidar a sus hermanos menores. Su familia era muy pobre y tenía que trabajar todo el día.
En 1939 Vanga contrajo pleuresía, y permaneció en gran parte inactiva durante algunos años. La opinión del médico era que moriría pronto, pero se recuperó rápidamente.

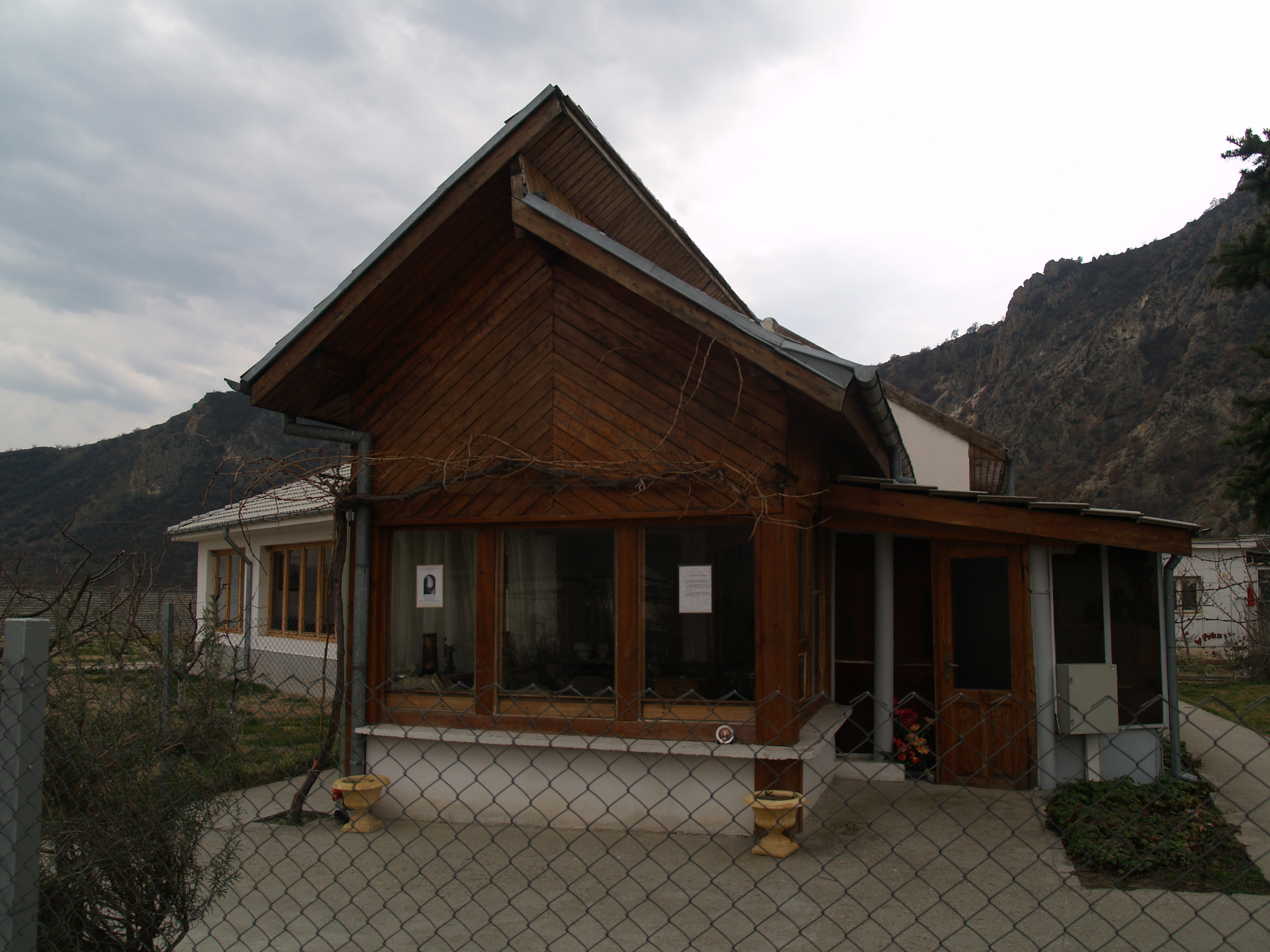
La última casa de Vanga (construida en 1970), en Rúpite

Durante la Segunda Guerra Mundial, Strumica fue cedida a Bulgaria. En ese momento, Vanga atrajo a los creyentes por su habilidad para la sanación y la adivinación. Varias personas la visitaron, con la esperanza de obtener una pista sobre si sus parientes estaban vivos o buscando el lugar donde murieron. El 8 de abril de 1942, el zar búlgaro Boris III la visitó.
El 10 de mayo de 1942, Vanga se casó con Dimitar Gushterov, un soldado búlgaro de la aldea de Krandzhilitsa, cercana a Pétrich, que había venido a preguntar por los asesinos de su hermano, pero ella le hizo prometer que no buscaría venganza. Poco antes del matrimonio, Dimitar y Vanga se mudaron a Pétrich, donde pronto se hizo conocida. Dimitar fue reclutado en el Ejército búlgaro y tuvo que pasar un tiempo en el Norte de Grecia, que fue anexionado por Bulgaria en ese momento. Él contrajo otra enfermedad en 1947, cayó en el alcoholismo y finalmente murió el 1 de abril de 1962.
Ella continuó siendo visitada por dignatarios y plebeyos. Después de la Segunda Guerra Mundial, los políticos y líderes búlgaros de diferentes países del Bloque del Este, incluido el primer ministro soviético Leonid Brézhnev, buscaron su consejo; en la década de 1990, Bogdan Tomalevski construyó una iglesia en Rúpite con dinero dejado por sus visitantes. Vanga murió el 11 de agosto de 1996 víctima de un cáncer de mama.
Cumpliendo la última voluntad y testamento de Vanga, su casa en Pétrich fue convertida en un museo, que abrió sus puertas para los visitantes el 5 de mayo de 2008.

## Trabajo

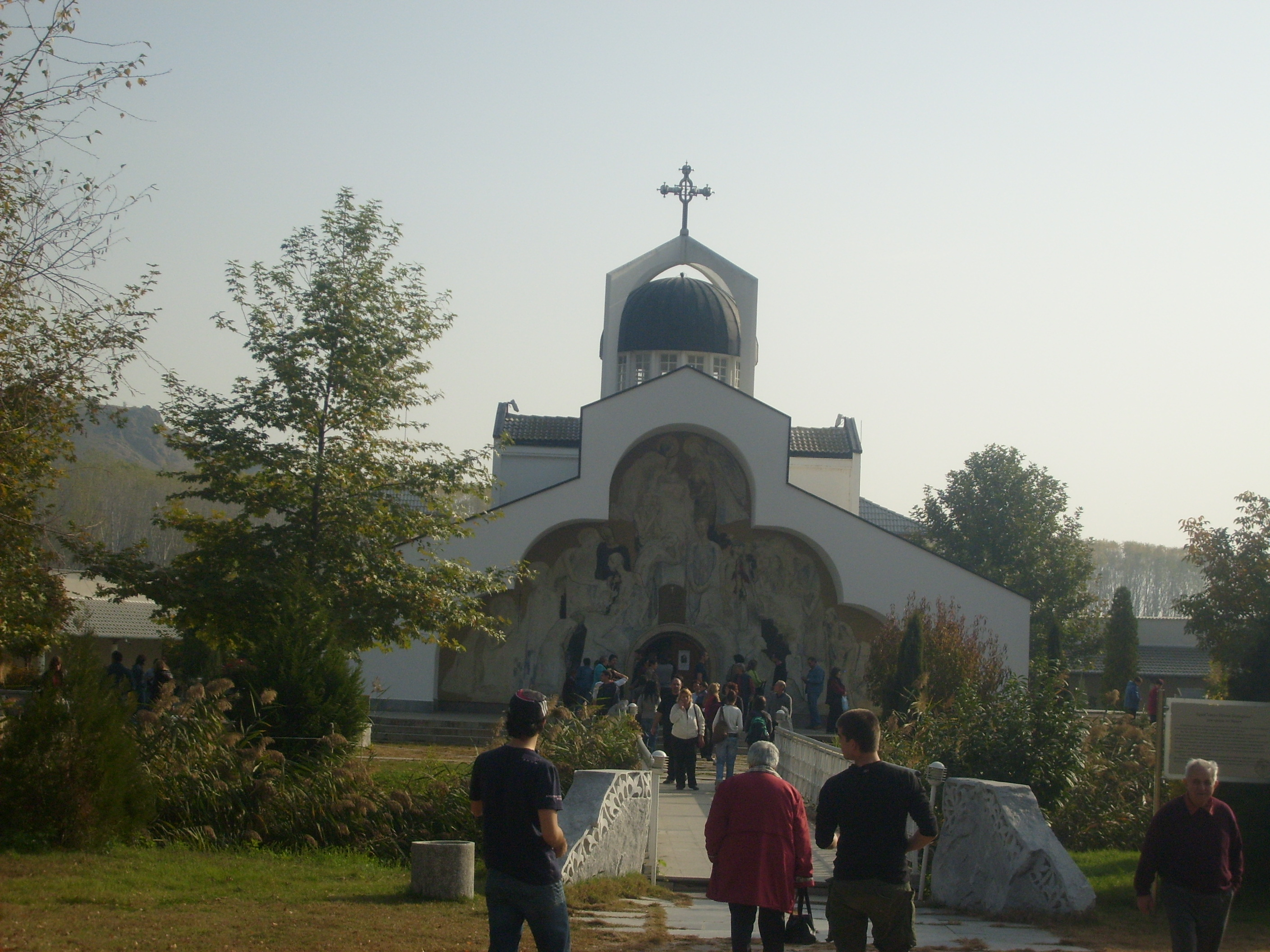
Iglesia y tumba de Baba Vanga.

Vanga era semianalfabeta en el idioma búlgaro; podía leer algo de braille en serbio, a partir de lo aprendido en Zemun. Nunca escribió un libro por sí misma, y lo que ella dijo o supuestamente dijo fue anotado por sus allegados. Más tarde, se escribieron numerosos libros esotéricos sobre la vida y las predicciones de Vanga.
Fuentes como The Weiser Field Guide to the Paranormal afirman que ella predijo la desintegración de la Unión Soviética, el desastre de Chernóbil, la fecha de fallecimiento de Iósif Stalin, el hundimiento del submarino ruso Kursk, los ataques del 11 de septiembre, la victoria de Topalov en el torneo mundial de ajedrez, las tensiones con Corea del Norte, entre otros acontecimientos. Por otro lado, fuentes búlgaras[¿cuál?] dicen que las personas cercanas a ella[¿quién?] afirman que Vanga nunca profetizó sobre el submarino Kursk u otros temas[¿cuál?] que circulan por Internet, y que muchos de los mitos sobre Vanga simplemente no son ciertos, lo que desmiente sus divagaciones.
A principios de agosto de 1976, la actriz y cantante yugoslava Silvana Armenulić estaba de gira en Bulgaria y decidió reunirse con Baba Vanga. La reunión fue desagradable: Vanga sólo se sentó frente a una ventana, de espaldas a Silvana. Ella no habló. Después de mucho tiempo, Vanga finalmente dijo: "Nada. No tienes que pagar. No quiero hablar contigo. Ahora no. Ve y vuelve dentro de tres meses". Cuando Silvana se dio la vuelta y caminó hacia la puerta, Vanga dijo: "Espera. De hecho, no podrás venir. Ve, ve. Si puedes volver en tres meses, hazlo". Silvana tomó esto como confirmación de que moriría y dejó la casa de Vanga llorando. Armenulić murió dos meses después, el 10 de octubre de 1976, en un accidente automovilístico con su hermana Mirjana. [cita requerida]
Vanga predijo incorrectamente que la Final de la Copa Mundial de la FIFA 1994 se jugaría entre "dos equipos que comienzan con B". Un finalista fue Brasil, pero Bulgaria fue eliminada por Italia en las semifinales. Según The National, Vanga predijo que la Tercera Guerra Mundial comenzaría en noviembre de 2010 y duraría hasta octubre de 2014. Testigos y amigos cercanos también afirman que ella nunca hizo tales profecías, y de hecho cuando se le preguntó, afirmó que no habría Tercera Guerra Mundial.
Vanga predijo supuestamente otro "reino del ser", alegando que culturas enteras comenzarían a extenderse a través de un "mundo falso". Ella afirmó que en 2003 cualquier persona sería capaz de pensar en sincronía con los demás, permitiendo una forma de existencia secundaria.
Los seguidores de Vanga[¿quién?] creen que ella predijo la fecha precisa de su propia muerte, soñando con morir el 11 de agosto y ser enterrada el 13 de agosto. Poco antes de eso, ella había dicho que una niña ciega de diez años que vivía en Francia heredaría su regalo, y que la gente pronto se enteraría de ella.
En 1989, predijo un ataque contra los Estados Unidos:

¡Horror, horror! Los hermanos estadounidenses caerán después de ser atacados por los pájaros de acero. Los lobos aullarán en un arbusto, y la sangre inocente brotará.

Otra predicción atribuida a ella es que el 44.º Presidente de los Estados Unidos sería el último Comandante en jefe del país. Mientras que la inauguración del mandato de Donald Trump en 2017 aparentemente desmintió esta predicción, Trump fue técnicamente la 44° persona en ocupar el cargo, debido al hecho de que tanto el 22° como el 24° Presidente de los Estados Unidos fue Grover Cleveland. Los partidarios de Vanga también afirmaron que ella predijo que el presidente número 45 tendría una "personalidad mesiánica", y que se enfrentaría a una crisis que eventualmente "derribaría al país".
También se ha presentado alguna evidencia de que Baba Vanga no hizo muchas de las predicciones que ahora se le atribuyen, sino que la gente frecuentemente le atribuye nuevas "profecías" falsas desde su muerte, y la falta de un registro escrito de sus profecías, hace que cualquier predicción atribuida a su persona sea difícil de refutar.
También se afirma que ella predijo la guerra ruso-ucraniana de 2022.

## Respuesta de la iglesia ortodoxa
La iglesia ortodoxa investigó su caso, llegando a la conclusión de que sus habilidades fueron el resultado de la influencia de fuerzas demoníacas. Los teólogos de la Iglesia Ortodoxa Búlgara creen que en el momento de sus visiones y "predicciones", Vanga estaba poseída por un espíritu maligno y estaba sujeta a su voluntad. La Iglesia Ortodoxa Rusa adopta una posición similar.

## Estudios
En 2011 se intentó resumir sistemáticamente el conocimiento existente sobre Vanga en el documental Vanga: The Visible and Invisible World. La película incluye entrevistas con algunas de las personas que conocieron a Vanga en persona, incluyendo a Sergey Medvedev (secretario de prensa del entonces Presidente de Rusia Boris Yeltsin entre 1995–1996; quien la visitó como enviado de Yeltsin), Nechka Robeva (gimnasta rítmica y entrenadora búlgara), Serguéi Mijalkov (escritor soviético y ruso, autor del himno de la Unión Soviética), Nevena Tosheva (directora del primer documental sobre Vanga), y Kirsán Iliumzhínov (empresario y político multimillonario calmuco). Según el documental, Baba Vanga predijo la segunda victoria electoral de Yeltsin en 1995, y le advirtió sobre su condición cardíaca.[cita requerida]
Varios investigadores han estudiado el fenómeno de Vanga en un intento por establecer si ella realmente tenía alguna capacidad extraordinaria. Uno de los primeros estudios fue iniciado por el gobierno búlgaro y se describe en la película de 1977 Fenomen, dirigida por Nevena Tosheva. Los psiquiatras búlgaros Nicola Shipkovensky y Georgi Lozanov también estudiaron las capacidades de Vanga. Según Jeffrey Mishlove, algunos de los estudios[¿cuál?] concluyeron que alrededor del 80% de las predicciones de Vanga resultaron ser precisas. 

## En la cultura popular
Vangelia, una serie de televisión biográfica de 24 episodios con elementos de misticismo, fue emitida en 2013 por Channel One Russia.
Mac DeMarco incluyó en su álbum Ying Yang de su antigua banda Makeout Videotape una canción cuyo nombre es "Baba Vanga".
Las supuestas predicciones de Vanga, así como su persona misma, siguen apareciendo en los medios de comunicación en distintos países y en diferentes idiomas.
Su imagen continúa siendo popular en Europa del Este, particularmente en los Balcanes y en Rusia. Las publicaciones rusas relacionadas con la misteriosa profetisa son numerosas. "La Gran Enciclopedia de Vanga" es un proyecto ruso en línea dedicado a su trabajo.